# Echo-klassen
Echo-klassen er en multirolle skibsklasse bestående af to skibe i Royal Navy. De to skibes hovedopgave er oceanografiske undersøgelser. De blev bygget på værftet Appledore Shipbuilders i Devon i 2002

## Design
Echo og Enterprise er de første skibe i Royal Navy der er udstyret med azimuththrustere. Begge azimuth thrustere og bovpropellen kan kontrolleres fra det integrerede navigationssystem via et joystick. Fuld kontrol og overvågning af strømforsyning og fremdrivning sammen med samtlige hjælpesystemer og havarisystemer kan tilgås fra samtlige kontrolstationer fra hele skibet.

## Rolle
Klassen er designet til at foretage havundersøgelser i forbindelse med ubåds- og amfibieoperationer. Skibene er i stand til at give præcise oplysninger om havbundens beskaffenhed og udformning samt vandets sammensætning (salinitet, temperatur osv). Derudover er skibene forberedt til at kunne fungere som en kommandoplatform for minerydnings- og minestrygningsoperationer.

## Bemanding
Echo-klassen benytter et treskifte system. Skibenes bemanding er 72, hvoraf to tredjedele af skibenes besætning kontinuerligt er om bord. Skibenes arbejdsrutine hvor man arbejder 75 dage og derefter har 30 dages fri gør at man kan sejle i lange perioder uden at skulle skifte hele besætningen ud – potentielt i flere år.

## Skibe i klassen
| Pnt. | Navn       | Kølen lagt | Søsat         | Indgået          | Navngivet af  | Skæbne   | Kaldesignal |
| ---- | ---------- | ---------- | ------------- | ---------------- | ------------- | -------- | ----------- |
| H87  | Echo       |            | 4. marts 2002 | 7. marts 2003    | Lady Haddacks | Operativ | GAAC        |
| H88  | Enterprise |            | 2. maj 2002   | 17. oktober 2003 | Lady Forbes   | Operativ | GXUH        |